# Myrhoroder Schwein

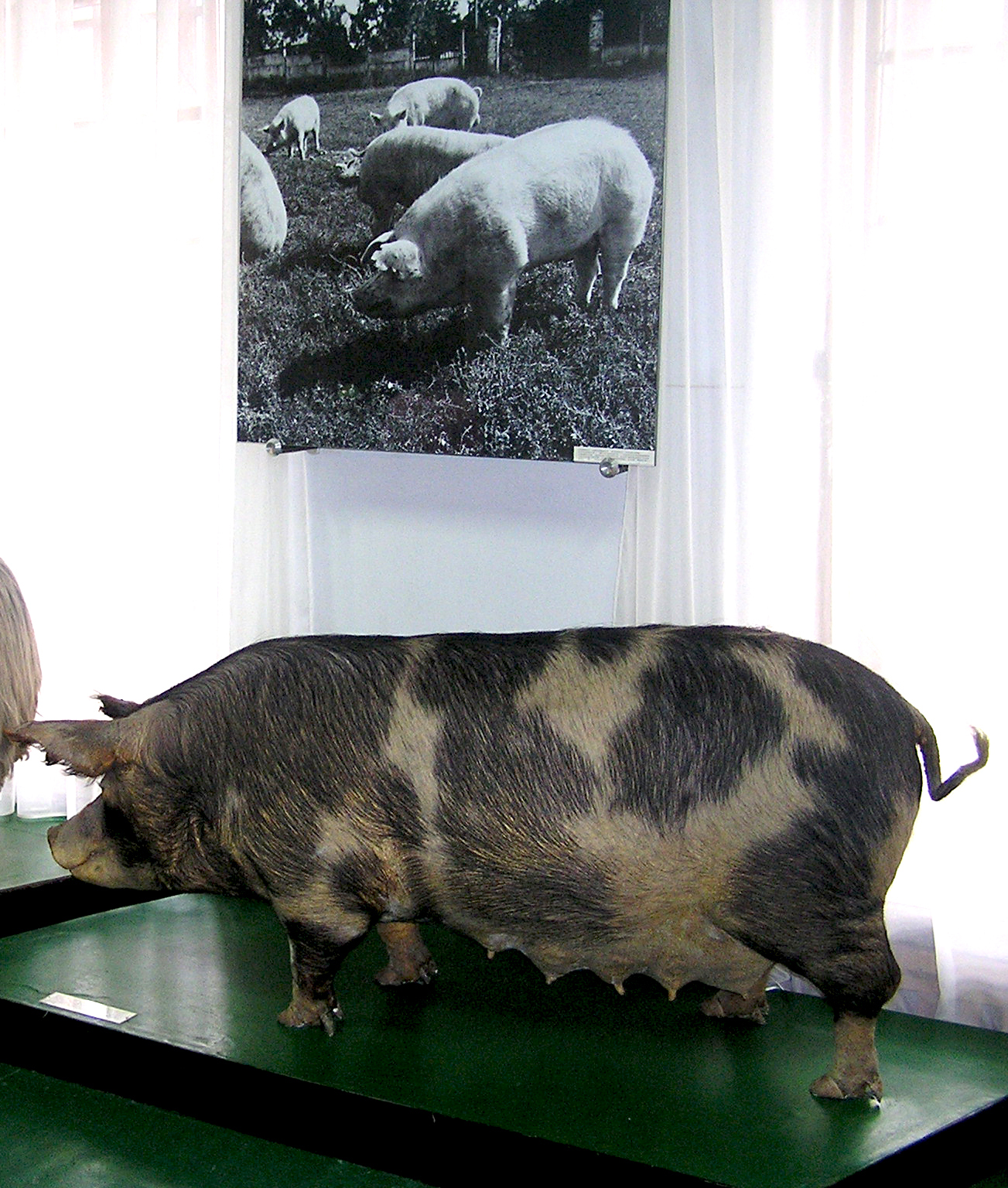

Das Myrhoroder Schwein (Ukrainisch: Mиpгopoдcькa, Myrhorodska; Russisch: Mиpгopoдcкaя, Mirgorodskaja) ist eine Fettschweinrasse aus der Ukraine.

## Zuchtgeschichte
Die Rasse wurde nahe der Stadt Myrhorod in der Oblast Poltawa in der Ukraine unter der Leitung von A. F. Bondarenko gezüchtet, indem ukrainische kurzohrige Buntschwein-Sauen mit Ebern der Rassen Berkshire-Schwein, Large White, Middle White und Tamworth-Schwein gekreuzt wurden. 1940 wurde die Rasse offiziell anerkannt.

## Charakteristika
- Farbe meist schwarz-getigert (bunt), selten schwarz, rotschwarz-getigert oder rot
- Kopf mittelgroß mit leicht aufgewölbter Nase
- Ohren klein, stehend, selten mit nach vorne knickender Spitze
- Brust breit
- Rücken gerade und breit
- Fundament stark, mittellang; Beine kürzer als bei den Large White
- Haut hart, elastisch und ohne Falten
- Beborstung dicht und über den ganzen Körper verteilt
- Gewicht Sauen 217 kg, Eber 275 kg
- Zeit bis 100 kg: 220 Tage
- gute Anpassung an das ukrainische Steppenklima und -futter

Es existieren 11 Eberlinien und 34 Sauenfamilien. Die Rasse wird häufig zur Kreuzungszucht sowohl als Vater- als auch Mutterrasse eingesetzt.

## Vorkommen
Hauptzuchtzentren sind Peremoga und Dekabrist in der Oblast Poltawa. Die Rasse wird vor allem in der Ukraine gehalten. 1980 betrug die Gesamtzahl 136.800 reinrassige Tiere.

## Quelle
- https://www.fao.org/3/ah759e/AH759E10.htm